# عوجان
منطقة عوجان هي منطقة إدارية من مناطق محافظة الزرقاء تقع في القسم الجنوبي الغربي من المحافظة بجانب مدينة الرصيفة، وبجانب منطقة الزواهرة ومنطقة الثورة العربية الكبرى. ويوجد بها سوق الخضار المركزي ومركز الدفاع المدني والحاووز المركزي لتوزيع مياه الشرب. وهي المنطقة الوحيدة في مدينة الزرقاء التي تربط المدينة بمدينة رصيفة. في المنطقة 38 مدرسة، منها 12 خاصة و2 تابعة لوكالة الغوث و24 مدرسة حكومية. يبلغ عدد سكان المنطقة 700 ألف نسمة، ويجري فيها نهر سيل الزرقاء.

## مرافق هامة في المنطقة
1. سوق الخضار المركزي
2. مركز الدفاع المدني
3. المؤسسة الإستهلاكية العسكرية
4. الحاووز المركزي لتوزيع مياه الشرب
5. كلية الزرقاء الأهلية
6. مستشفى الرازي
7. مستشفى الأمير فيصل بن الحسين الحكومي
8. مدرسة عوجان الثانوية للبنين

## الحدود التنظيمية
1. منطقة الزواهرة، من الشمال.
2. منطقة الوسط التجاري، من الشمال الشرقي.
3. منطقة الثورة العربية، من الشرق.
4. منطقة القادسية، من الغرب.
5. منطقة وادي العش، من الجنوب الشرقي.